# Musée du sapeur-pompier d'Alsace
Le musée du sapeur-pompier d'Alsace est un musée consacré aux pompiers situé à Vieux-Ferrette, dans le sud de l'Alsace. Il présente du matériel datant de 1648 à nos jours.
La collection, qui comprend notamment plus de 260 engins,  est labellisée Musée de France et le musée a obtenu le label international "Musée CTIF" (Comité technique international du feu), certification qu'il est le seul à posséder en France. La collection est répartie dans deux salles. Dans la première salle sont exposés des anciennes pompes à bras, des casques, des pompes à vapeur hippomobiles, des équipements divers, des insignes et breloques et des véhicules construits jusque dans les années 1930. La seconde salle est dédiée aux véhicules plus récents datant des années 1940 jusqu'à nos jours. On notera aussi une collection tout à fait exceptionnelle - en nombre et en diversité - de véhicules Delahaye et une exclusivité: un camion d'intervention d'aéroport.

## Galerie photos

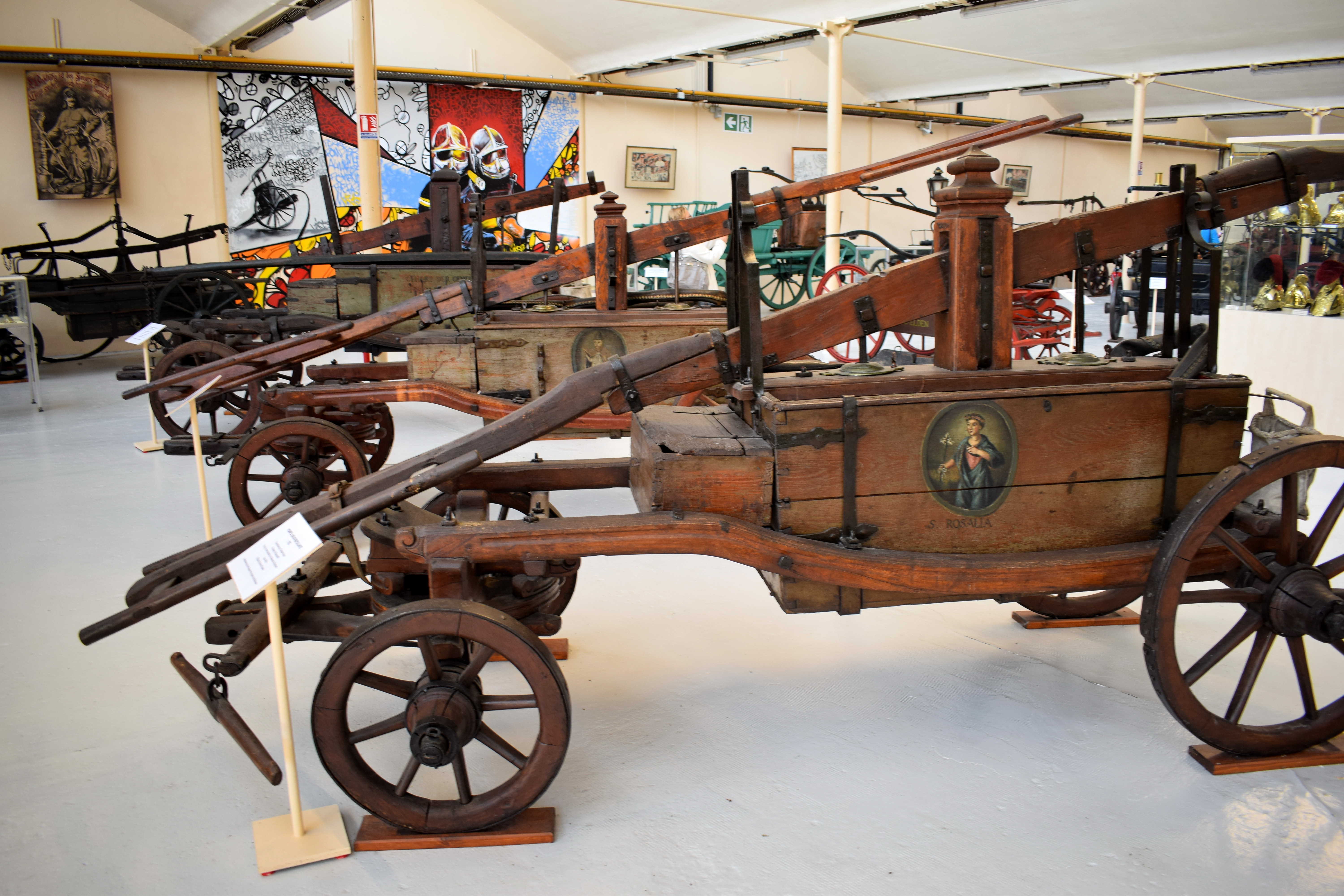
Pompes à bras.
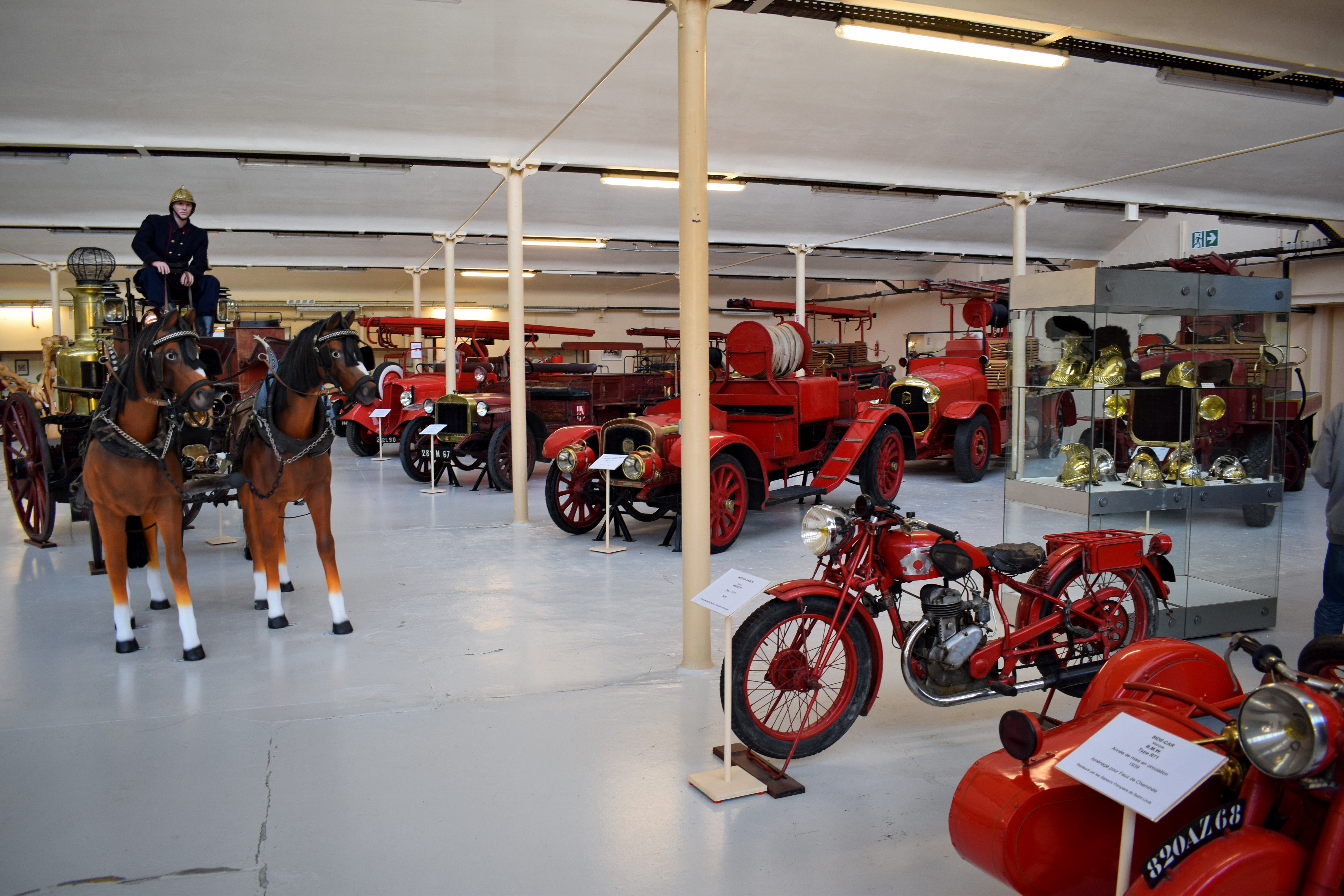
Pompes à vapeur hippomobiles et véhicules anciens.
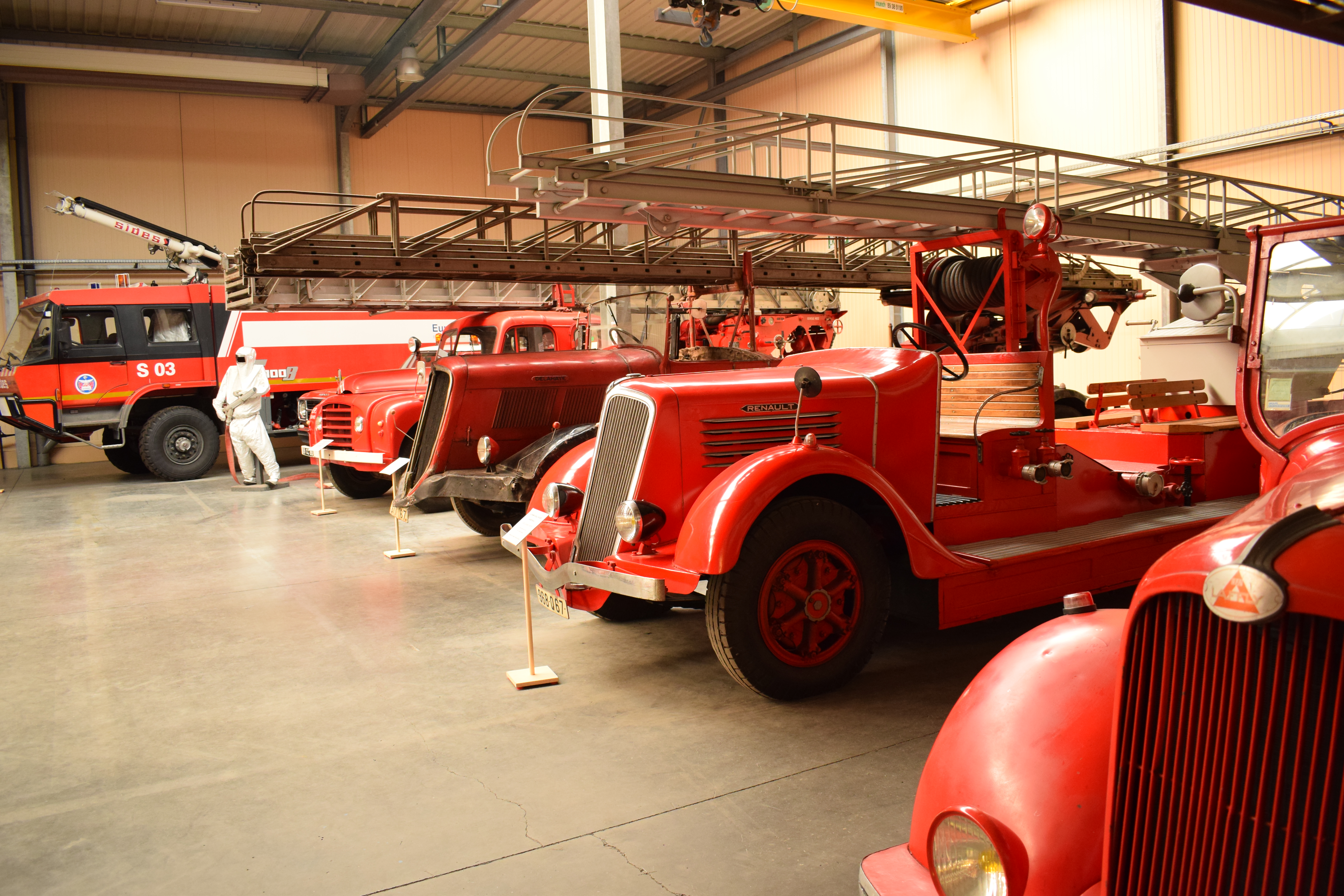
Véhicules.
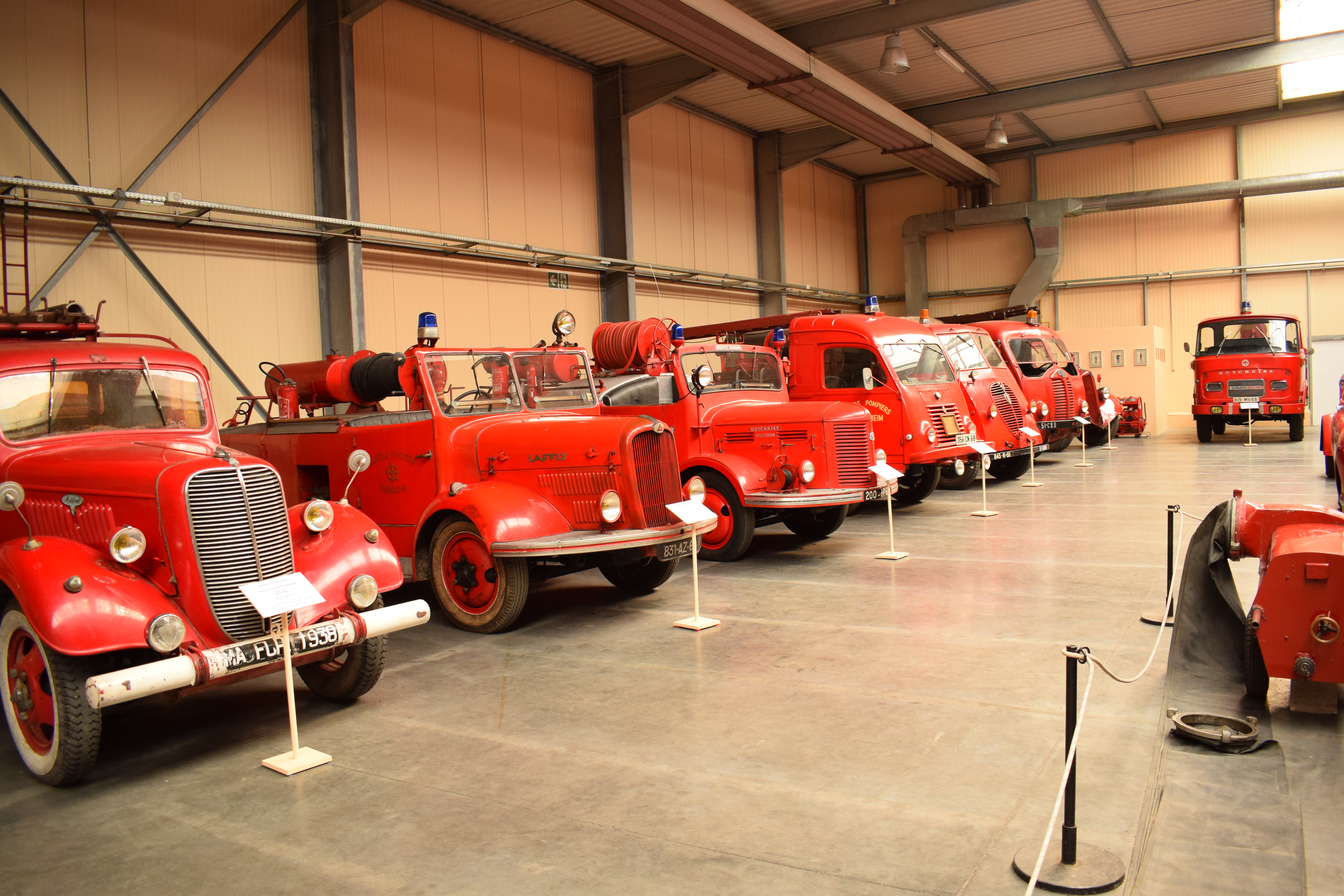
Véhicules.
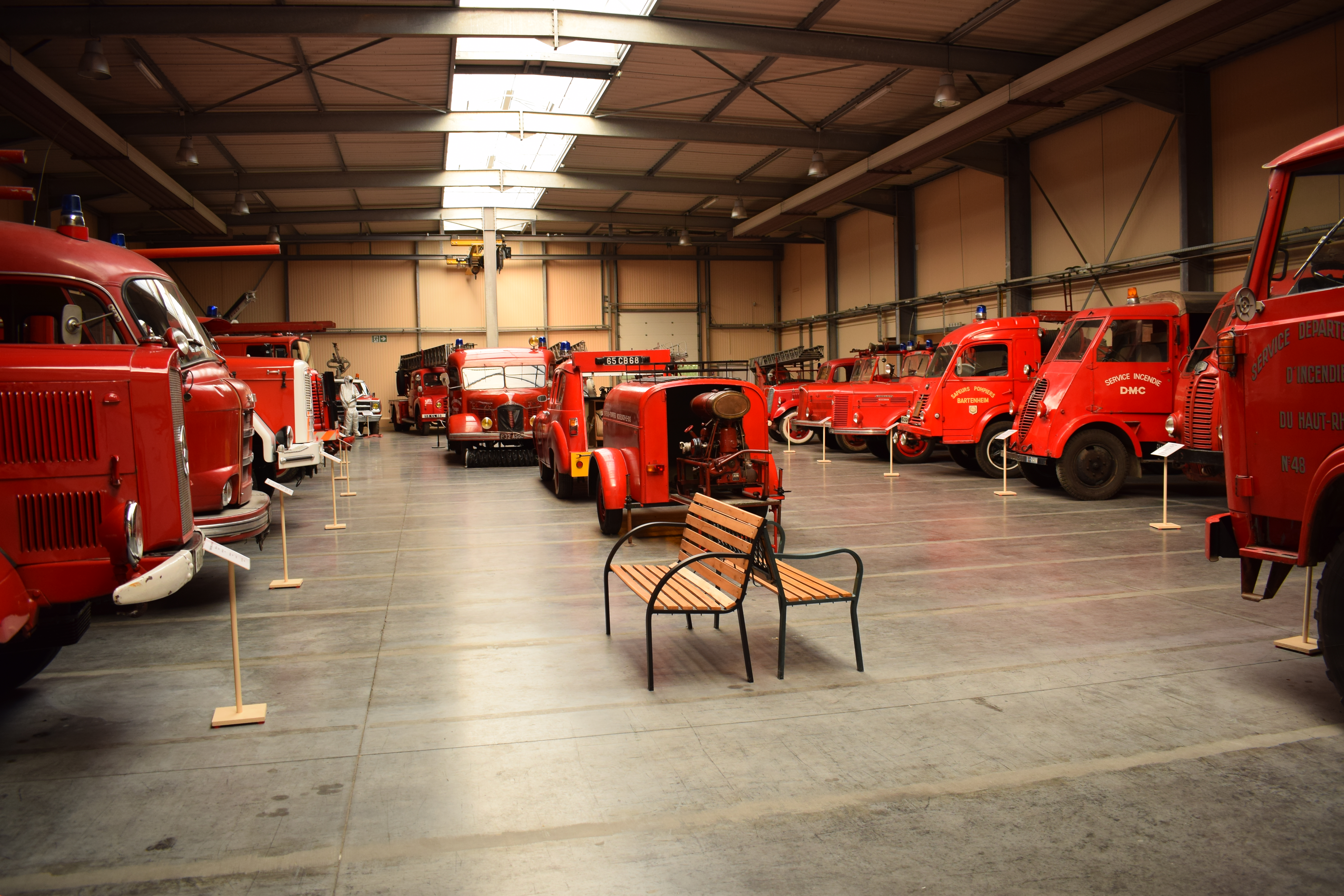
Véhicules.